# Michelle Williams (glumica)
Michelle Williams (Kalispell, Montana, 9. rujna 1980.) američka je glumica.  Postala je poznata kao Jen Lindley u popularnoj tinejdžerskoj TV seriji "Dawson's Creek", koja se snimala od 1998. do 2003. godine. Nominaciju za Oscara za najbolju sporednu glumicu zaradila je 2005. za ulogu u Planini Brokeback. Na snimanju je upoznala glumca Heatha Ledgera i s njim započela trogodišnju vezu, koja je završila 2007. godine. Ubrzo nakon toga Ledger je preminuo slučajnim predoziranjem lijekovima. Iz te veze Williams ima kćer Matildu Rose.
Za ulogu u filmu Blue Valentine iz 2010. nominirana je za Oscara za najbolju glavnu glumicu. Među ostalim njenim filmovima ističu se Nema me (2007.), Wendy i Lucy (2008.) i Otok Shutter (2010.)

## Vanjske poveznice
- Michelle Williams u internetskoj bazi filmova IMDb-u (engl.)